# L'unica oltre l'amore
L'unica oltre l'amore è un singolo del cantautore italiano Giovanni Truppi, pubblicato il 18 gennaio 2019 come primo estratto dall'album in studio Poesia e civiltà.

## Video musicale
Il video musicale, diretto e animato da Valentina Galluccio, è stato pubblicato contestualmente all'uscita del singolo sul canale YouTube del cantautore.

## Tracce
1. L'unica oltre l'amore – 6:06